# 南加利福尼亞州建築學院
南加利福尼亚州建筑学院（英語：Southern California Institute of Architecture；缩写：SCI-Arc）是美国加利福尼亚州洛杉矶艺术区（Arts District）的一所建筑学院。它创立于1972年，是一所小型学院，学生人数在500左右。

## 历史
它由波莫納加州州立理工大學建筑系的师生建立于圣塔莫尼卡，目的是打破传统，培育具有先锋意识的建筑家，雷·卡普是第一任校长，1987年才离职。2001年，学院搬到洛杉矶艺术区。

## 外部连接
- 官方网站（页面存档备份，存于）